# Filip Reisnecker
Filip Reisnecker (* 12. Dezember 2001 in Prag) ist ein deutsch-tschechischer Eishockeyspieler, der seit Juli 2025 bei den Lausitzer Füchsen aus der DEL2 unter Vertrag steht und dort auf der Position des rechten Flügelstürmers spielt. Zuvor war Reisnecker unter anderem für die Fischtown Pinguins Bremerhaven und Schwenninger Wild Wings in der Deutschen Eishockey Liga (DEL) aktiv.

## Karriere
Seine Karriere startete der in Tschechien geborene Reisnecker in der U16-Mannschaft des HC Plzeň. Dort verbrachte er zwei Spielzeiten, ehe es ihn nach Deutschland verschlug, wo er zunächst für die Jugendorganisation der Adler Mannheim in der Schüler-Bundesliga spielte und mit 57 Scorerpunkten in 33 Spielen überzeugen konnte. In derselben Saison wurde er für die Deutsche U16-Nationalmannschaft nominiert und wechselte anschließend zum EV Regensburg, wo er für die Jugendmannschaften in der Deutschen Nachwuchsliga (DNL) auflief und mit 25 Toren und 34 Vorlagen in 28 Spielen Topscorer der DNL wurde. Außerdem durfte er bereits in derselben Saison drei Spiele für die Profimannschaft in der drittklassigen Oberliga Süd absolvieren, wo er gegen den VER Selb auch sein erstes Tor in der Oberliga erzielte. Im Jahr 2018 wurde Reisnecker an der 24. Stelle des CHL Import Drafts von den Mississauga Steelheads aus der kanadischen Juniorenliga Ontario Hockey League (OHL) gezogen und absolvierte in der Saison 2018/19 32 Spiele für das Team, wo er nur sieben Scorerpunkte erzielte. Deshalb wechselte er im Januar 2019 in die RB Hockey Akademie des EC Red Bull Salzburg, für die er noch weitere 14 Spiele absolvierte.
In der Saison 2019/20 wechselte der rechte Flügelstürmer wieder nach Regensburg, wo er zunächst für die DNL-Mannschaft spielte, aber auch neun Partien in der Oberliga bestritt. Bereits Ende Oktober einigten sich Klub und Spieler auf eine Vertragsauflösung und Reisnecker wechselte zum Ligakonkurrenten Deggendorfer SC. Dort überzeugte der Stürmer mit 39 Punkten in 37 Spielen voll. Im Juni 2020 verpflichteten die Fischtown Pinguins Bremerhaven das Stürmertalent für zwei Jahre. Während der Sommerpause wurde Filip Reisnecker in die von Tobias Abstreiter trainierte U20-Nationalmannschaft berufen und absolvierte im Juli einen Lehrgang des Deutschen Eishockey-Bundes (DEB). Während der Saison 2020/21 debütierte er für die Pinguine in der Deutschen Eishockey Liga (DEL). Im September 2021 erhielt er eine Förderlizenz für die Eispiraten Crimmitschau aus der DEL2, bei denen er bis zum Ende der Saison 2022/23 aktiv war. Anschließend erhielt der Deutsch-Tscheche ein Vertragsangebot der Schwenninger Wild Wings aus der DEL. Parallel kam er in der Spielzeit 2023/24 auch für den EHC Freiburg in der DEL2 zu Einsätzen, wohin er im Juni 2024 fest wechselte. Zur Spielzeit 2025/26 schloss sich Reisnecker dem Ligakonkurrenten Lausitzer Füchse an.

### International
Reisnecker wurde zum Deutschland Cup 2020 in das Top Team Peking eingeladen, dabei gab er nicht nur sein Debüt für diese Perspektiv-Nationalmannschaft, sondern erzielte gegen Lettland auch sein erstes Tor.

## Erfolge und Auszeichnungen
- 2018 Topscorer der DNL-Hauptrunde

## Karrierestatistik
Stand: Ende der Saison 2024/25

### International
Vertrat Deutschland bei:
- U20-Junioren-Weltmeisterschaft 2021

(Legende zur Spielerstatistik: Sp oder GP = absolvierte Spiele; T oder G = erzielte Tore; V oder A = erzielte Assists; Pkt oder Pts = erzielte Scorerpunkte; SM oder PIM = erhaltene Strafminuten; +/− = Plus/Minus-Bilanz; PP = erzielte Überzahltore; SH = erzielte Unterzahltore; GW = erzielte Siegtore; 1 Play-downs/Relegation; Kursiv: Statistik nicht vollständig)